# Adventure (revista)

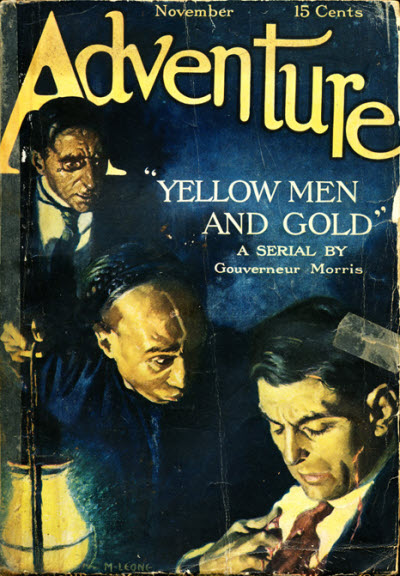
Portada de la revista Adventure, Volumen 01, Noviembre de 1910

Adventure (lit. "aventura") fue una revista pulp estadounidense que se publicó por primera vez en noviembre de 1910 por la Ridgway, una subsidiaria de la editorial Butterick Publishing Company. Adventure habría de convertirse en una de las más rentables revistas pulp estadounidenses, así como una de las más aclamadas por la crítica. La revista contó con 881 números. Su primer editor fue Trumbull White, que fue reemplazado por Arthur Sullivant Hoffman (1876-1966) en 1912, y quien sería el editor de la revista hasta 1927.

## La era Hoffman
En su primera década, Adventure publicó escritos de ficción de escritores tan notables como Rider Haggard, Rafael Sabatini, Gouverneur Morris, la baronesa Orczy, Damon Runyon o William Hope Hodgson. De manera subsecuente, la revista cultivó su propio grupo de escritoras y escritores (a quienes Hoffman llamaba su "Brigada de escritores"). Cada uno de los miembros de la "Brigada de Escritores" tenía sus propias jurisdicciones ficticias particulares. Esto incluía a Talbot Mundy (India colonial y antigua Roma), T. S. Stribling (historias de detectives), Arthur O. Friel (América del Sur), los hermanos Patrick y Terence Casey (historias de "vagabundos"), J. Allan Dunn (los mares del sur), Harold Lamb (Europa y Asia medievales), Hapsburg Liebe (westerns), Gordon Young (historias del Pacífico Sur y thrillers urbanos), Arthur D. Howden Smith (era vikinga e historia de los EE. UU.), H. Bedford-Jones (guerra histórica ), W. C. Tuttle (westerns cómicos), Gordon MacCreagh (Birmania y África Oriental), Henry S. Whitehead (las Islas Vírgenes), Hugh Pendexter (historia de Estados Unidos), Robert J. Pearsall (China) y L. Patrick Greene (África del Sur).
En 1912, Hoffman y su asistente, el novelista Sinclair Lewis, crearon una popular tarjeta de identidad que llevaba un número de serie para los lectores. Si el portador llegara a ser asesinado, cualquiera que encontrara la tarjeta podía notificar a la revista, que a su vez notificaría a los familiares del desventurado aventurero. La popularidad de esta tarjeta entre los viajeros llevó a la formación del Club de Aventureros de Nueva York. El club original de Nueva York dio lugar a clubes similares en Chicago (1913), Los Ángeles (1921), Copenhague (1937) y Honolulu (1955).
En 1915, los editores intentaron llegar al público femenino cambiando el título de la revista al de Stories of life, love, and adventure (Historias de vida, amor y aventura), pero volvieron a enfocarse en sus lectores masculinos y retornaron al título original en 1917.
Hoffman también fue el secretario de una organización llamada "Legión" y de la cual Theodore Roosevelt Jr. era uno de sus vicepresidentes. Tarjetas de membresía de la organización describían los talentos y especialidades de los miembros, y fueron enviadas al Departamento de Guerra de los Estados Unidos cuando este país entró en la Primera Guerra Mundial, información que fue usada eventualmente para crear dos regimientos de mecánica de aviación. El grupo de Hoffman serviría más tarde de modelo para la organización de la Legión Estadounidense después de la guerra.
La página de cartas de Adventure, "The Camp-Fire" (la fogata), incluía editoriales escritos por Hoffman, información de contexto sobre los autores de sus historias y discusiones enviadas por los lectores. Por sugerencia de Hoffman, se crearon una serie de "Camp-Fire Stations" (lit., estaciones de fogata), lugares donde otros lectores de Adventure podían reunirse. Robert Kenneth Jones señaló que los lectores de Adventure "escribían a menudo para informar sobre cómo habían hecho nuevos amigos a través de tales estaciones." Para 1924, se habían creado varias Camp-Fire Stations en los EE.UU. y en varios otros países, entre ellos en Gran Bretaña, Australia, Egipto y Cuba. Adventure también ofrecía botones Camp-Fire que los lectores usaban. Adventure tenía también otras varias columnas notables, entre ellas:
- "Ask Adventure" (Pregúntale a Adventure) que recurría a 98 expertos para responder varias preguntas, como cuál era el estado de la esclavitud en Etiopía, el si las mordeduras del monstruo de Gila eran fatales o cuáles eran los méritos de leones y gorilas en las refriegas.[2] Varios de los escritores de ficción de Adventure escribieron también material para esta columna sobre sus respectivas áreas de especialización, entre ellos Gordon MacCreagh (preguntas sobre Asia), el capitán A. E. Dingle (océanos Índico y Atlántico) y George E. Holt (África).[12]
- "Lost Trails" (Rastros perdidos), que ayudaba a las personas a encontrar a familiares y amigos desaparecidos.[1]
- "Old Songs Men Have Sung" (Viejas canciones que han cantado los hombres), de Robert W. Gordon, que se dedicaba a discutir canciones populares estadounidenses. Posteriormente, Gordon iba a ser curador del Archivo de canciones populares estadounidenses en la Biblioteca del Congreso.[13]

Hoffman animaba a que los detalles de la ficción de sus escritores fueran tan ajustados a los hechos como fuera posible: los lectores de la revista señalaban y criticaban con frecuencia tales errores.
Además, bajo la dirección de Hoffman Adventure mostró también pinturas de varios artistas famosos, entre ellos Rockwell Kent, John R. Neill (que ilustró varias historias de Harold Lamb), Charles Livingston Bull, H. C. Murphy y Edgar Franklin Wittmack. Bajo la dirección editorial de Hoffman, la circulación de Adventure alcanzó las 300.000 copias al mes. Para 1924, Adventure era considerada, en palabras de Richard Bleiler, como "sin lugar a duda la revista 'pulp' más importante del mundo."
En 1926, la editorial Butterick decidió empezar a imprimir Adventure en papel liso en vez del papel de pulpa de madera. También cambiaron las portadas de la revista por una lista de contenidos. La esperanza con estas dos decisiones era la de ganarse a los lectores de las revistas "lisas," como The Atlantic o Harper's Magazine. Con todo, el estilo de ficción de la revista no cambió, y la nueva Adventure no logró ganarse lectores de revistas "lisas," y en cambio sufrió una caída del veinte por ciento en su circulación. Hoffman, descontento con el cambio de formato, abandonó la revista en 1927.

## Años posteriores
Tras la partida de Hoffman, sus sucesores siguieron usualmente el modelo de la revista tal como él la había establecido. En 1934, Popular Publications compró Adventure. A lo largo de los años 30, Adventure incluyó historias de ficción de Erle Stanley Gardner, Donald Barr Chidsey, Raymond S. Spears, el mayor Malcolm Wheeler-Nicholson, Luke Short y el mayor George Fielding Eliot. Adventure siguió publicando piezas fácticas escritas por figuras destacadas, entre ellos el futuro productor de cine Val Lewton y el escritor militar venezolano Rafael de Nogales. En noviembre de 1935, el editor Howard Bloomfield publicó un número especial para celebrar el aniversario número 25 de Adventure. Este número incluyó recuerdos sobre la historia de la revista a manos de Arthur Sullivant Hoffman. También incluyó reimpresiones de populares historias de Adventure, de Mundy, Friel, Tuttle y Georges Surdez. El aniversario de la revista fue cubierto en los medios, y la revista Time elogió a Adventure como "el 'pulp' No. 1," mientras que Newsweek elogió a Adventure como la "Decana de los pulps."
Durante los años 40, la revista incluyó numerosos artículos de ficción y otros relacionados con la Segunda Guerra Mundial, en curso para entonces. Entre los escritores que contribuyeron a Adventure durante este período estuvieron E. Hoffmann Price, De Witt Newbury, Jim Kjelgaard y Fredric Brown. Los ilustradores de la publicación durante los años 30 y 40 fueron Walter M. Baumhofer, Hubert Rogers, Rafael De Soto, Lawrence Sterne Stevens y Norman Saunders. El editor principal de la revista en los 40 fue Kenneth S. White, hijo del primer editor de la revista, Trumbull White. En abril de 1953, la revista pulp cambió su formato al de una revista de aventuras para hombres, formato que se mantuvo hasta que la revista fue cerrada en 1971. Esta encarnación final de Adventure no es por lo general muy apreciada entre historiadores de revistas. Por ejemplo, Robert Weinberg se refiriere a ella como "una revista lisa más bien mundana" y Richard Bleiler afirmó que para 1960 Adventure se había convertido en "una moribunda vergüenza, imprimiendo fotos granuladas en blanco y negro de mujeres semidesnudas." Con todo, esta versión de Adventure publicó ocasionalmente ficción de autores destacados, entre otros Arthur C. Clarke ("Armaments Race," en el número de abril de 1954) y Norman Mailer ("The Paper House," en el número de diciembre de 1958). Los últimos cuatro números restauraron el énfasis de la ficción en un formato de recopilaciones, pero esa encarnación también fracasó.

## Antologías
Antologías generales de Adventure :
- Adventure's Best Stories: 1926 . Editado por Arthur Sullivant Hoffman. George H. Doran Co., 1926.
- The Best of Adventure, Volume One: 1910-1912 . Editado por Doug Ellis. Black Dog Books, 2010.
- The Best of Adventure, Volume Two: 1913-1914 . Editado por Doug Ellis. Black Dog Books, 2012.

Colecciones de un solo autor/equipo de Adventure:
- Angellotti, Marion Polk. The Black Death. Black Dog Books, 2010.
- Beadle, Charles. The City of Baal. Off-Trail Publications, 2006.
- Beadle, Charles. The Land of Ophir. Off-Trail Publications, 2012.
- Bedford-Jones, H. & W.C. Robertson. The Temple of the Ten. Donald M. Grant, 1973.
- Bishop, Farnham & Brodeur, Arthur Gilchrist. In the Grip of the Minotaur. Black Dog Books, 2010.
- Brodeur, Arthur Gilchrist. The Adventures of Faidit and Cercamon. Altus Press, 2014.
- Casey, Patrick & Terence. Hobo Stories. Off-Trail Publications, 2010.
- Couzens, H. D.. King Corrigan's Treasure. Black Dog Books, 2011.
- Dunn, J. Allan. Barehanded Castaways. Murania Press, 2019
- Dunn, J. Allan. The Island. Murania Press, 2015
- Dunn, J. Allan. Three South Seas Novels. Off-Trail Publications, 2012.
- Friel, Arthur O.. Amazon Nights: Classic Adventure Tales From the Pulps. Wildside Press, 2005.
- Friel, Arthur O.. Black Hawk and Other Tales of the Amazon. Wildside Press, 2010.
- Friel, Arthur O.. Amazon Stories: Volumes 1 & 2: Pedro & Lourenço. Off-Trail Publications, 2008 & 2009.
- Holt, George E.. The Decree of Allah. Black Dog Books, 2010.
- Lamb, Harold. Wolf of the Steppes. Bison Books, 2006.
- Lamb, Harold. Warriors of the Steppes. Bison Books, 2006.
- Lamb, Harold. Riders of the Steppes. Bison Books, 2007.
- Lamb, Harold. Swords of the Steppes. Bison Books, 2007.
- Lamb, Harold. Swords from the Desert. Bison Books, 2009.
- Lamb, Harold. Swords from the West. Bison Books, 2009.
- Lamb, Harold. Swords from the East. Bison Books, 2010.
- Lamb, Harold. Swords from the Sea. Bison Books, 2010.
- MacCreagh, Gordon. The Lost End of Nowhere: The Complete Tales of Kingi Bwana, Volume 1. Altus Press, 2014.
- MacCreagh, Gordon. Unprofitable Ivory: The Complete Tales of Kingi Bwana, Volume 2.  Altus Press, 2014.
- MacCreagh, Gordon. Black Drums Talking: The Complete Tales of Kingi Bwana, Volume 3. Altus Press, 2014.
- MacCreagh, Gordon. Blood and Steel: The Complete Tales of Kingi Bwana, Volume 4. Altus Press, 2014.
- Mundy, Talbot. In a Righteous Cause. Black Dog Books, 2009.
- Mundy, Talbot. The Letter of His Orders. Black Dog Books, 2010.
- Mundy, Talbot. A Soldier and a Gentleman. Black Dog Books, 2011.
- Mundy, Talbot. The Complete Up and Down the Earth Tales. Altus Press, 2018.
- Mundy, Talbot. Yasmini the Incomparable. Murania Press, 2019.
- Pearsall, Robert J. The Complete Adventures of Hazard & Partridge. Altus Press, 2013.
- Small, Sidney Herschel.  Beyond the Call of Duty: The Complete Tales of Koropok, Volume 1. Altus Press, 2015.
- Small, Sidney Herschel. The Scorpion Scar: The Complete Tales of Koropok, Volume 2. Altus Press, 2015.
- Smith, Arthur D. Howden. Grey Maiden: The Story of a Sword Through the Ages,The Complete Saga. Altus Press, 2014.
- Stribling, T. S. Clues of the Caribbees: Being Certain Criminal Investigations of Henry Poggioli, Ph.D. Doubleday, Doran & company, inc. (1929). Reimpreso en 1977 por Dover Publications.
- Stribling, T. S. Web of the Sun. Black Dog Books, 2012.
- Young, Gordon. Savages. Murania Press, 2011.